# Вальмон (Мозель)
Вальмон (фр. Valmont) — коммуна во французском департаменте Мозель региона Лотарингия. Относится к кантону Сент-Авольд-1. 

## География

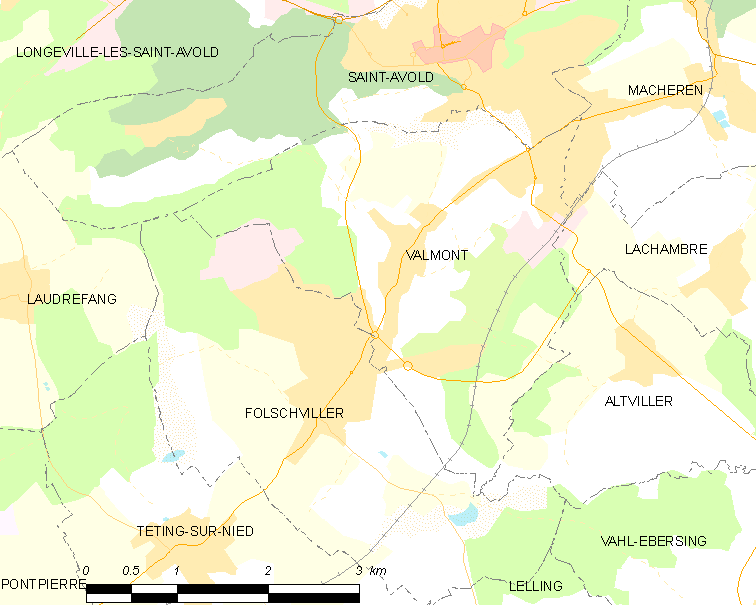
Вальмон на карте Франции.

Вальмон расположен в 320 км к востоку от Парижа и в 39 км к востоку от Меца.

## История
- Поселение бывшей провинции Лотарингия сеньората Омбур-Сент-Авольд.

## Демография
По переписи 2011 года в коммуне проживало 3 308 человек.

## Достопримечательности
- Вокзал Сент-Авольд.
- Церковь Сен-Гангульф (1775—1777).

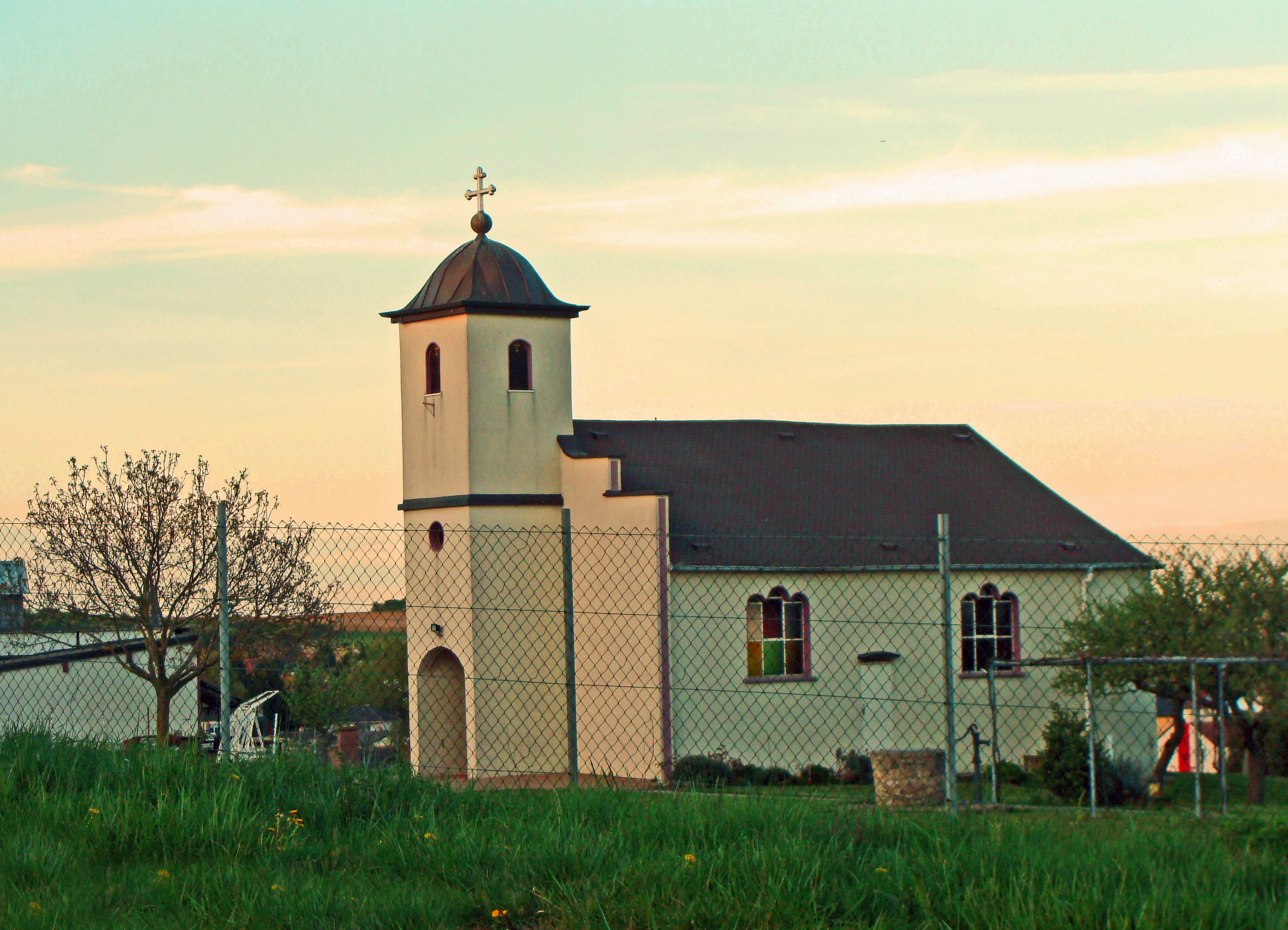
Сербская православная церковь святого Лазаря (1980).

- Сербская православная церковь святого Лазаря (1980).